# Sphagnum reichardtii
Sphagnum reichardtii är en bladmossart som beskrevs av Hampe in Warnstorf 1890. Sphagnum reichardtii ingår i släktet vitmossor, och familjen Sphagnaceae. Inga underarter finns listade i Catalogue of Life.